# Geosiphon pyriforme
Geosiphon pyriforme är en svampart som först beskrevs av Kütz., och fick sitt nu gällande namn av F. Wettst. 1915. Geosiphon pyriforme ingår i släktet Geosiphon och familjen Geosiphonaceae.   Inga underarter finns listade i Catalogue of Life.